# Șirlău
Șirlău – wieś w Rumunii, w okręgu Satu Mare, w gminie Bătarci. W 2011 roku liczyła 274 mieszkańców. 